# Desa Gembor
Desa Gembor är en administrativ by i Indonesien.   Den ligger i provinsen Jawa Barat, i den västra delen av landet, 110 km öster om huvudstaden Jakarta. Desa Gembor ligger vid sjöarna  Situ Cibugang och Situ Rawad.